# الدوري العراقي الممتاز 2009–10
الدوري العراقي الممتاز 2011-2010 وهي بطولة ينظمها الاتحاد العراقي المركزي بكرة القدم ويشارك فيها 36 نادي عراقي ويلعب بنظام المجموعتين بمرحلتي ذهاب واياب يتاهل اصحاب المراكز الستة الأولى من كل مجموعة إلى الدوري النهائي دوري النخبة والذي تقسم فيه الفرق إلى ثلاث مجموعات يتاهل الأول من كل مجموعة إلى جانب أفضل ثاني في المجاميع إلى المربع الذهبي والذي يحدد المتاهلين للمباراة النهائية وتلعب مباريات المربع الذهبي بنظام الذهاب والإياب

## الدوري التاهيلي
انطلقت مباريات الدوري التاهيلي للدوري الممتاز يوم 7/12/2009 وانتهى يوم 15 من نفس الشهر بمشاركة ستة فرق هي الكرخ وزاخو ومصافي الجنوب والجولان والهندية والسياحة واستطاع فريق الكرخ التاهل للدوري الممتاز بعد جمعه 13 نقطة من 5 مباريات خاضها وإلى جانبه فريق زاخو بتسعة نقاط فيما تاهلت فرق الهندية ومصافي الجنوب إلى الدوري الممتاز لانسحاب فريقي سيروان والسليمانية

## دور المجموعات
انطلقت مباريات دور المجموعات يوم 30/12/2009 وقسمت الفرق إلى مجموعتين كل مجموعة ضمت 18 فريق وتصدر فريق اربيل المجموعة الشمالية بثمانين نقطة وجاء خلفه القوة الجوية ودهوك والزوراء وبغداد والكهرباء فيما تصدر فريق الطلبة المجموعة الثانية بثمانية وستين نقطة وتلاه فريق النجف والصناعة وكربلاء والشرطة ونفط الجنوب

## دوري النخبة
قسمت الفرق إلى ثلاث مجموعات كل مجموعة ضمت اربع فرق وتصدر فريق الزوراء المجموعة الأولى بعشر نقاط وتلاه فريق الطلبة بنفس العدد من النقاط فيما تصدر اربيل المجموعة الثانية باثني عشر نقطة فيما تصدر دهوك المجموعة الثالثة بستة عشر نقطة

## المربع الذهبي

### دور الذهاب
انطلقت مباريات دور الذهاب للمربع الذهبي يوم 27/8/2010 بلقاء فريقي الطلبة واربيل على ملعب الشهيد فرانسو حريري ولقاء الزوراء ودهوك في ملعب دهوك
| الطلبة    | 0-1 | اربيل |
| --------- | --- | ----- |
| عقيل محمد | 0-1 |       |

| الزوراء | 5 - 1 | دهوك |
| ------- | ----- | ---- |
|         | 1-5   |      |

### دور الإياب
انطلقت مباريات دور الإياب للمبع الذهبي يوم 31/8/2010 بلقاء فريقي الطلبة واربيل على ملعب الكرخ ولقاء الزوراء ودهوك في ملعب الزوراء
| الطلبة | 0 - 0 | اربيل |
| ------ | ----- | ----- |
|        | 0 - 0 |       |

| الزوراء         | 0 - 1 | دهوك |
| --------------- | ----- | ---- |
| حيدر عبد الامير | 0 - 1 |      |

## مباراة النهائي
خاض فريقا الطلبة ودهوك المباراة النهائية للدوري والتي اقيمت على ملعب الشعب الدولي يوم 4 سبتمبر 2010وسط حضور جماهيري كبير وتمكن دهوك من الظفر باللقب بفوزه بهدف مقابل لاشيئ
| دهوك      | 1 - 0 | الطلبة |
| --------- | ----- | ------ |
| خالد مشير |       |        |